# Tel Aviv Open 2022
Tel Aviv Open 2022 (cunoscut și ca Tel Aviv Watergen Open 2022 din motive de sponsorizare) este un turneu de tenis care se joacă pe terenuri dure acoperite. Este prima ediție a Tel Aviv Open la nivel de ATP Tour din 1996 și parte a seriei ATP 250 din sezonul ATP Tour 2022. Turneul se joacă la Expo Tel Aviv din Tel Aviv, Israel, în perioada 26 septembrie–2 octombrie 2022.
Evenimentul a fost organizat în principal din cauza anulării turneelor din China în timpul sezonului 2022 din cauza pandemiei COVID-19.

## Campioni

### Simplu
Pentru mai multe informații consultați Tel Aviv Open 2022 – Simplu

### Dublu
Pentru mai multe informații consultați Tel Aviv Open 2022 – Dublu

## Puncte și premii în bani

### Puncte
| Probă           | C   | F   | SF | QF | R16 | R2  | Q   | Q2  | Q1  |     |
| Simplu masculin | 250 | 150 | 90 | 45 | 20  | 0   | N/A | 12  | 6   | 0   |
| Dublu masculin  | 250 | 150 | 90 | 45 | 0   | N/A | N/A | N/A | N/A | N/A |